# Aracy Amaral
Aracy Abreu Amaral, (São Paulo, 22 de febrero de 1930) es una crítica de arte y curadora brasileña. Desarrolla actividades académicas como profesora titular de Historia del Arte por la Facultad de Arquitectura y Urbanismo de la USP, también fue directora de la Pinacoteca del Estado de São Paulo, entre 1975 a 1979; y del Museo de Arte Contemporáneo de la Universidad de São Paulo, de 1982 a 1986; y miembro del Comité Internacional de Premiación del Príncipe Claus Fund, en La Haya, en Países Bajos.

## Biografía
Historiadora, crítica, curadora de arte, siendo profesora titular de Historia del arte de la FAU Archivado el 26 de marzo de 2013 en Wayback Machine.-USP. En 1959, obtuvo una licenciatura en periodismo por la PUC-SP, y con posterioridad realizó, en 1969 su maestría en Filosofía por la misma casa de altos estudios; y luego el doctorado en Artes por la misma universidad. Y sus exámenes de Libre Docencia los efectivizó en 1983; y de Titular fueron realizados, en 1988, en la Facultad de Arquitectura y Urbanismo de la Universidad de São Paulo Archivado el 26 de marzo de 2013 en Wayback Machine..

## Premios
- 1982: Premio Jabuti de Literatura[2]

Recibió la John Simon Guggenheim Fellowship, y en 2006 ganó el premio de la Fundación Bunge y Born (antiguo premio Moinho Santista) por sus contribuciones en el área de Museología. Además de haber organizado varias exposiciones importantes, fue coordinadora general del "Proyecto Rumos Itaú Cultural" en 2005 y en 2006.
Realizó también la curaduría de la 8.ª Bienal del Mercosur y de la Trienal de Chile.

## Algunas publicaciones

### Libros
- Tarsila sua obra e seu tempo. 4.ª ed. São Paulo: Editora 34/EDUSP, 2010. 511 pp.

- Abismo e natureza entre o onírico e a memória. São Paulo: ABA Artes Gráficas, 2009. 304 pp.

- Textos do trópico de Capricornio - Artículos y ensayos (1980-2005): Modernismo, arte moderna e o compromisso com o lugar. 1.ª ed. São Paulo: Ed. 34, 2006, vol. 1. 352 pp.

- Textos do Trópico de Capricórnio - Artículos y ensayos (1980-2005): Circuitos de arte na América Latina e no Brasil. 2.ª ed. São Paulo: Ed. 34, 2006. vol. 2. 424 pp.

- Textos do Trópico de Capricórnio - Artículos y Ensayos (1980-2005): Bienais e artistas contemporâneos no Brasil. 3.ª ed. São Paulo: Ed. 34, 2006. vol. 3. 360 pp.

- De 1930 a 1956. Vol. 1 de Arte e sociedade no Brasil. Con André Amaral de Toral. Editor Callis, 47 pp. 2005 ISBN 85-98750-01-8, ISBN 978-85-98750-01-9

- Arte e Sociedade no Brasil. (1957-1975). São Paulo: Instituto Callis, 2005. vol. 2. 53 pp.

- Arte e sociedade no Brasil. (1976-2003). 3.ª ed. São Paulo: Instituto Callis, 2005. vol. 3. 47 pp.

- Arte para quê? A preocupação social na arte brasileira - 1930-1970. 3.ª ed. São Paulo: Nobel, 2003

- Correspondência: Mário de Andrade & Tarsila do Amaral. São Paulo, Edición ilustrada de EDUSP/IEB/USP, 2001. 237 pp. ISBN 85-314-0542-4, ISBN 978-85-314-0542-6en línea

- Tarsila cronista. São Paulo: EDUSP, 2001. 241 pp.

- Olhares modernistas. São Paulo, SP. Editora da USP, 2000. vol. 179

- Coleção de Arte Construtiva Brasileira Adolpho Leiner (org.) São Paulo: Lloyd's, 1999. 358 pp.

- O Macaco e o Elefante. São Paulo: Editora Studio Nobel, 1998

- Artes Plástica na Semana de 22. São Paulo: Editora 34, 1998

- Damian Rayon: Um Olhar Sobre A América, Fundação Memorial da América Latina. São Paulo: Coleção Memo, 1995

- Waldemar Cordeiro - uma aventura da razão. São Paulo: MAC/USP/IBM, 1986. 193 pp.

- Etapas da Arte Contemporânea. Prefácio. São Paulo: NOBEL, 1985

- Arte e meio artístico: entre a feijoada e o ex-burger. São Paulo: NOBEL, 1982

- A Hispanidade em São Paulo. São Paulo: NOBEL/EDUSP, 1981

- Apresentação - Ianelli: do figurativo ao abstrato. São Paulo: edición del autor, 1978

- Desenho de Tarsila. Apresentação. São Paulo: Cultrix, 1971

- Blaise Cendrars No Brasil e Os Modernistas. São Paulo: Martins, 1970

colecciones
- (Org.) Espelhos e Sombras. (Mirrors and Shadows). Museu de Arte Moderna. São Paulo: Ed. do Centro Cultural Banco do Brasil, 1995

- (Org.) Modernidade: Arte Brasileira do século XX. São Paulo: Ministério da Cultura/MAN, 1988. 352 pp.

- (Org.) Museu de Arte Contemporânea da Universidade de Sâo Paulo: Perfil de um acêrvo. São Paulo: MAC/USP/TECHNIT 19, 1988. 397 pp.

- (Org.) Desenhos de Di Cavalcanti no MAC. São Paulo: MAC/UNESP/CNEC, 1985. 223 pp.

- (Org.) Ismael Nery - 50 anos depois. Organização, supervisão e pesquisa do livro.. São Paulo: MAC/USP, 1984

- (Org.) Arquitetura Neocolonial - América Latina, Caribe, Estados Unidos. São Paulo: Memorial da América Latina/Fondo de Cultura Económica, 1984

- (Org.) Pinacoteca do Estado. Supervisão, redação de textos, seleção de obras e redação final do trabalho. Coleção Museus do Brasil. São Paulo: Secretaria de Estado da Cultura, 1982

- (Org.) Dos Murais de Portinari aos Espaços de Brasília. Colecciones de textos de Mário Pedrosa. São Paulo: Perspectiva, 421 pp. 1981. vol. 2

- (Org.) Projeto Construtivo Brasileiro na Arte. (1950-62). Para Exposição do mesmo nome. São Paulo: Pinacoteca do Estado/SCCT, 1977

- (Org.) Mundo, Homem, Arte em Crise. Coletânia de ensaios de Mário Pedrosa. São Paulo: Perspectiva, 1975

con otros autores
- TORAL, A. Arte e Sociedade no Brasil. (1930-1956). 1. ed. São Paulo: Instituto Callis, 2005. vol. 3. 47 pp.

- FERNANDES JR, R. São Paulo Imagens de 1998. Ensaios de Quinze Fotógrafos, varios autores. São Paulo: BOVESPA, 1998

en alemán
- Ausstellungskatalog (Catálogo de la exposición). Con Sônia Salzstein. Editor Galeria de Arte do Sesi, 158 pp. 1997

en castellano
- Tarsila do Amaral. Velox Finambrás: Buenos Aires, 1998

- Pintura latinoamericana: proyecto cultural, los colegios y el arte: breve panorama de la modernidad figurativa en la primera mitad del siglo XX. Buenos Aires - Argentina: Ed. del Banco Velox, 1999. 413 pp.

- Damian Bayon - El artista latinoamericano y su identidad. Caracas: Monte Ávila editores C.A. 1977

- (Org.) Brasil - La Nueva Generación. Caracas: Ed. del Museo de Bellas Artes, 1991

- (Org.) Arte y Arquitetura Del Modernismo Brasilenõ (1917-1930). Trad. Marta Traba. Caracas: Ayacucho, 1978

en francés
- Modernidade: Art Brèsilein du 20º siècle. Paris: As. Française D'Action Artistique, 1987. 426 pp.

- Petit Larousse. Verbetes sobre as artes no Brasil. Paris: Larousse, 1979. vol. 2

en inglés
- Arts in the Week of '22. Edición revisada de BM&F, 254 pp. 1992

- GUTIÉRREZ, R.B.J. Handbook of Latin American Art. Santa Barbara: 1986. vol. 2

- (Org.) Manual de Arte Latino Americana (Handbook of Latin American Art - HLAA/MALA). California - USA: South América, 1984. vol. 1

## Curadurías
- 1972 - Río de Janeiro - Río de Janeiro - Brasil - Alfredo Volpi: pintura 1914-1972 (1972: Río de Janeiro, RJ) - Museu de Arte Moderna (Río de Janeiro, RJ)
- 1993 - Belo Horizonte - Minas Gerais - Brasil - Mário de Andrade: carta aos mineiros (1993: Belo Horizonte, MG) - Museu de Arte de Belo Horizonte (MG). Ouro Preto - Minas Gerais - Brasil - Mário de Andrade: carta aos mineiros (1993: Ouro Preto, MG) - Museu da Inconfidência (Ouro Preto, MG)
- 2000 - São Paulo - São Paulo - Brasil - Mavignier 75 (2000: São Paulo, SP) - Museu de Arte Moderna (Ibirapuera, São Paulo, SP)
- 2003 - São Paulo - São Paulo - Brasil - Arte e Sociedade (2003: São Paulo, SP) - Itaú Cultural (São Paulo, SP)
- 2009 - São Paulo - São Paulo - Brasil - Ocupação Abraham Palatnik (2009: São Paulo, SP) - Itaú Cultural (São Paulo, SP)
- 2011 - Porto Alegre - Rio Grande do Sul - Brasil - Além Fronteiras (2011: Porto Alegre, RS) - Museu de Arte do Rio Grande do Sul Ado Malagoli (Porto Alegre, RS)

Colectivas
- 1963 - São Paulo - São Paulo - Brasil - Exposição do Jovem Desenho Nacional (1.: 1963: São Paulo, SP) - Fundação Armando Álvares Penteado (Higienópolis, São Paulo, SP)

- 1963 - Campinas - São Paulo - Brasil - Exposição do Jovem Desenho Nacional (1.: 1963: Campinas, SP) - Centro de Ciências, Letras e Artes. Museu Carlos Gomes (Campinas, SP)

- 1964 - Belo Horizonte - Minas Gerais - Brasil - Exposição do Jovem Desenho Nacional (1.: 1964: Belo Horizonte, MG) - Museu de Arte da Pampulha (Belo Horizonte, MG)

- 1964 - Curitiba - Paraná - Brasil - Exposição do Jovem Desenho Nacional (1.: 1964: Curitiba, PR) - sin lugar definido de realización

- 1966 - São Paulo - São Paulo - Brasil - Artistas Nipo-Brasileiros (1966: São Paulo, SP) - Museu de Arte Contemporânea da Universidade de São Paulo (Butantã, São Paulo, SP)

- 1970 - Belo Horizonte - Minas Gerais - Brasil - Salão da Cultura Francesa (4.: 1970: Belo Horizonte, MG) - sin lugar definido de realización

- 1973 - São Paulo - São Paulo - Brasil - Expo-Projeção 73 (1973: São Paulo, SP) - Espaço Grife (São Paulo, SP)
- 1976 - Campinas - São Paulo - Brasil - Salão de Arte Contemporânea de Campinas (10.: 1976: Campinas, SP) - Museu de Arte Contemporânea José Pancetti (Campinas, SP)

- 1980 - Presidente Prudente - São Paulo - Brasil - Salão de Artes Plásticas de Presidente Prudente (3.: 1980: Presidente Prudente, SP) - Palácio da Cultura Dr. Pedro Furquim (Presidente Prudente, SP)

- 1980 - Belo Horizonte - Minas Gerais - Brasil - Salão Nacional de Arte Contemporânea de Belo Horizonte (12.: 1980: Belo Horizonte, MG) - Museu de Arte da Pampulha (Belo Horizonte, MG)

- 1981 - Río de Janeiro - Río de Janeiro - Brasil - Salão Nacional de Artes Plásticas (4.: 1981: Río de Janeiro, RJ) - Museu de Arte Moderna (Río de Janeiro, RJ)

- 1983 - São Paulo - São Paulo - Brasil - Arte na Rua (1983: São Paulo, SP) - sin lugar definido de realización

- 1986 - São Paulo - São Paulo - Brasil - A Nova Dimensão do Objeto (1986: São Paulo, SP) - Museu de Arte Contemporânea da Universidade de São Paulo (Butantã, São Paulo, SP)

- 1990 - Brasília - Distrito Federal - Brasil - Prêmio Brasília de Artes Plásticas (1990: Brasília, DF) - Museu de Arte de Brasília (DF)

- 1991 - São Paulo - São Paulo - Brasil - BR/80: pintura Brasil década 80 (1991: São Paulo, SP) - Itaugaleria (Avenida Brasil, São Paulo, SP)

- 1991 - Belo Horizonte - Minas Gerais - Brasil - Salão Nacional de Arte Contemporânea de Belo Horizonte (23.: 1991: Belo Horizonte, MG) - Museu de Arte da Pampulha (Belo Horizonte, MG)

- 1993 - Río de Janeiro - Río de Janeiro - Brasil - Salão Nacional de Artes Plásticas (13.: 1993: Río de Janeiro, RJ) - Palácio Gustavo Capanema (Río de Janeiro, RJ)

- 1994 - São Paulo - São Paulo - Brasil - Artes Plásticas: dos anos 60 à contemporaneidade (1994: São Paulo, SP) - Instituto Cultural Itaú. Centro de Informática e Cultura I (São Paulo, SP)

- 1994 - São Paulo - São Paulo - Brasil - Espelhos e Sombras (1994: São Paulo, SP) - Museu de Arte Moderna (Ibirapuera, São Paulo, SP)

- 1996 - Porto Alegre - Rio Grande do Sul - Brasil - Arte Construtora (1996: Porto Alegre, RS) - sin lugar definido de realización

- 1998 - São Paulo - São Paulo - Brasil - Bienal Internacional de São Paulo (24.: 1998: São Paulo, SP) - Fundação Bienal (São Paulo, SP)

- 1999 - São Paulo - São Paulo - Brasil - Panorama de Arte Brasileira (26.: 1999: São Paulo, SP) - Museu de Arte Moderna (Ibirapuera, São Paulo, SP)

- 2000 - Fortaleza - Ceará - Brasil - Panorama de Arte Brasileira (26.: 2000: Fortaleza, CE) - Centro Dragão do Mar de Arte e Cultura (Fortaleza, CE)

- 2000 - Niterói - Río de Janeiro - Brasil - Panorama de Arte Brasileira (26.: 2000: Niterói, RJ) - Museu de Arte Contemporânea (Niterói, RJ)

- 2000 - Ribeirão Preto - São Paulo - Brasil - Salão de Arte de Ribeirão Preto (25.: 2000: Ribeirão Preto, SP) - Casa da Cultura de Ribeirão Preto (SP)

- 2003 - São Paulo - São Paulo - Brasil - Arte e Sociedade: uma relação polêmica (2003: São Paulo, SP) - Itaú Cultural (São Paulo, SP)

- 2006 - São Paulo - São Paulo - Brasil - Rumos Itaú Cultural Artes Visuais. Paradoxos Brasil 2005/2006 (2006: São Paulo, SP) - Itaú Cultural (São Paulo, SP)

- 2006 - Río de Janeiro - Río de Janeiro - Brasil - Rumos Itaú Cultural Artes Visuais. Paradoxos Brasil 2005/2006 (2006: Río de Janeiro, RJ) - Paço Imperial (Río de Janeiro, RJ)

- 2006 - Goiânia - Goiás - Brasil - Cidades: construção e precariedade (2006: Goiânia, GO) - Museu de Arte Contemporânea de Goiás (Goiânia)

- 2009 - São Paulo - São Paulo - Brasil - Seminario Rumos Itaú Cultural Artes Visuales. Rumos Artes Visuales (2009: São Paulo, SP) - Itaú Cultural (São Paulo, SP)